# کوه مراپی
مونت مراپی (انگلیسی: Mount Merapi) کوهی آتشفشانی در جاوه مرکزی، یوگیاکارتا است که ارتفاع آن ۲٬۹۳۰ متر می‌باشد.